# Anders Henriksson
Anders Henriksson (ur. 6 października 1975 w Bor) – szwedzki żużlowiec, syn Therje Henrikssona – również żużlowca.
Dwukrotny brązowy medalista młodzieżowych indywidualnych mistrzostw Szwecji (Norrköping 1995, Hallstavik 1996). Dwukrotny brązowy medalista drużynowych mistrzostw Szwecji (1994, 2001).
Reprezentant Szwecji na arenie międzynarodowej. Trzykrotny uczestnik eliminacji indywidualnych mistrzostw świata juniorów (najlepszy wynik: Hyvinkää 1996 – IX miejsce w ćwierćfinale i awans do półfinału jako zawodnik rezerwowy). Dwukrotny uczestnik eliminacji Grand Prix IMŚ (najlepszy wynik: Vetlanda 1995 – X miejsce w finale szwedzkim).
W lidze szwedzkiej reprezentował barwy klubów: Vetlanda (1993–1997), Vargarna Norrköping (1998–(1999), Kaparna Göteborg (2000), Västervik (2001) oraz Lejonen Gislaved (2000–2004), natomiast w brytyjskiej – Newport Wasps (1997–2001) oraz Reading Racers (2002).